# Алексович Клавдія Іванівна
Кла́вдія Іва́нівна Але́ксович (20 лютого 1830, с. Красна поблизу Коросна, Польща — 15 жовтня 1916, Львів) — галицька москвофільська письменниця, педагогиня, драматургиня, та громадська діячка.

## Життєпис
Клавдія Алексович народилася 20 лютого 1830 року в селі Красна Кроснянського повіту. Втративши у ранньому віці батьків, виховувалася у діда-єпископа Полянського в Перемишлі. Тут закінчила педагогічні курси, розгорнула громадсько-освітню діяльність. Заснувала товариство «Руських дам» у Львові, була активною діячкою товариства ім. М. Качковського та товариства «Муза». Світогляд її формувався під впливом політики галицьких русофілів.
Похована у гробівцю галицьких москвофільських письменників та журналістів на Личаківському цвинтарі у Львові.

## Творчість
Алексович відома також як популярна письменниця. Зокрема, вона — автор поезій і статей на різні теми, переважно з педагогіки та громадського життя, друкованих у газетах «Зоря Галицка», «Слово», «Учитель» та ін. Її перу належать «Пісня Ольдини» (1860), «Народні повір'я на Великій Русі», казка «Заклятий ведмідь», п'єси «Запаморочена», «Дві сестрички», «Орендар» та низка інших творів. Писала язичієм.
Її комедію «Запаморочена» часто ставили на сцені.

### Окремі видання
- Дві сестрички. — Львів, 1894.
- Запаморочена. Комедія на одну дію. — Львів, 1901.
- Орендар. Народна п'єса на 7 сцен. — Львів, 1901.
- Берко. Оперетка на 4 дії для руського народу. — Коломия, 1907.
- Час летить. — Львів, 1910.
- Народне повір'я на Великій Руси. — Львів, 1911.
- Заклятий ведмідь (народна казка). — Львів, 1912.